# Alignan-du-Vent
Alignan-du-Vent – miejscowość i gmina we Francji, w regionie Oksytania, w departamencie Hérault.
Według danych na rok 1990 gminę zamieszkiwało 1110 osób, a gęstość zaludnienia wynosiła 64 osoby/km² (wśród 1545 gmin Langwedocji-Roussillon Alignan-du-Vent plasuje się na 308. miejscu pod względem liczby ludności, natomiast pod względem powierzchni na miejscu 453.).